# Escudo heráldico de la Torre-Palacio de Blay Berga de Forcall
El Escudo heráldico de la Torre-Palacio de Blay Berga, en Forcall, comarca de Los Puertos de Morella, en la provincia de Castellón, es  una escudo heráldico que se ubica la fachada principal del antiguo  Palacio de la familia de Blay Berga localizado en los alrededores de la localidad de  Forcall. Está declarado, por declaración genérica, como  Bien de Interés Cultural,  no presentando anotación ministerial, identificándose por el código: 12.01.061-017.
Su ubicación exacta es en el margen derecho del río Morella, en el punto donde se produce la unión de éste con el río Cantavieja.
El escudo está datado en el siglo XVI, en 1540 aproximadamente.